# Puchar UEFA (1971/1972)
Puchar UEFA 1971/1972 (ang. 1971–1972 UEFA Cup) – 1. edycja międzynarodowego klubowego turnieju piłki nożnej Puchar UEFA, zorganizowana przez Unię Europejskich Związków Piłkarskich w terminie 14 września 1971 – 17 maja 1972. W rozgrywkach zwyciężyła drużyna Tottenham Hotspur.

## I runda
| Hertha BSC – IF Elfsborg 3:1 i 4:1 1 15.09 1971 1:0 Hermandung 35, 2:0 Varga 44, 2:1 Rökaas 53, 3:1 Steffenhagen 68 2 29.09 1971 1:0 Horr 43, 1:1 Sund 59, 2:1 Steffenhagen 77, 3:1 Horr 81, 4:1 Gutzeit 83 |
| Dundee F.C. – Akademisk BK 4:2 i 1:0 1 15.09 1971 1:0 Bryce 8, 2:0 Wallace 30, 3:0 Bryce 35, 3:1 Carlsen 39, 3:2 Carlsen 60, 4:2 Lambie 64 2 29.09 1971 1:0 Duncan 53 |
| Rosenborg BK – Helsingfors IFK 3:0 i 1:0 1 15.09 1971 1:0 Mörkved 11, 2:0 Arne Hansen 50, 3:0 Meirik 79 2 29.09 1971 1:0 Mörkved 18 |
| Vasas SC – Shelbourne FC 1:0 i 1:1 1 15.09 1971 1:0 Menczel 80 2 29.09 1971 1:0 Török 48, 1:1 Murray 80 |
| Glentoran F.C. – Eintracht Brunszwik 0:1 i 1:6 1 14.09 1971 0:1 Bründl 33 2 28.09 1971 0:1 Bründl 2, 1:1 McCaffrey 4, 1:2 Bründl 8k, 1:3 Bründl 23, 1:4 Gerwien 35, 1:5 Bründl 83, 1:6 Bründl 89 |
| ÍBK Keflavík – Tottenham Hotspur 1:6 i 0:9 1 14.09 1971 0:1 Gilzean 7, 0:2 Coates 25, 0:3 Mullery 31, 0:4 Mullery 59, 0:5 Gilzean 64, 1:5 Juliusson 76, 1:6 Gilzean 87 (mecz w Reykjavíku) 2 28.09 1971 0:1 Chivers 8, 0:2 Chivers 19, 0:3 Perryman 24, 0:4 Chivers 44, 0:5 Coates 44, 0:6 Knowles 65, 0:7 Gilzean 77, 0:8 Gilzean 78, 0:9 Holder 86 |
| Celta Vigo – Aberdeen F.C. 0:2 i 0:1 1 15.09 1971 0:1 Harper 50, 0:2 Forrest 88 2 29.09 1971 0:1 Harper 89 |
| FC Den Haag – Aris Bonnevoie 5:0 i 2:2 1 14.09 1971 1:0 Kila 43, 2:0 Roggeveen 48, 3:0 Couperlis 52, 4:0 Mansveld 72k, 5:0 Kila 81 2 28.09 1971 0:1 Mansveld 8, 1:1 Mousel 51, 2:1 da Silva 57, 2:2 Roggeveen 61 |
| Wolverhampton Wanderers – Académica Coimbra 3:0 i 4:1 1 15.09 1971 1:0 McAlle 28, 2:0 Richards 62, 3:0 Dougan 80 2 29.09 1971 0:1 Antonio 15, 1:1 Dougan 23, 2:1 McAlle 57, 3:1 Dougan 72, 4:1 Dougan 90 |
| AS Saint-Étienne – 1. FC Köln 1:1 i 1:2 1 15.09 1971 0:1 Simmet 80, 1:1 Sarramagna 85 2 28.09 1971 0:1 Simmet 46, 0:2 Glowacz 62, 1:2 Revelli 75 |
| FC Lugano – Legia Warszawa 1:3 i 0:0 1 15.09 1971 0:1 Ćmikiewicz 20, 0:2 Stachurski 61, 1:2 Luttrop 83k, 1:3 T. Nowak 88 2 29.09 1971 |
| FC Porto – FC Nantes 0:2 i 1:1 1 15.09 1971 0:1 Marcos 18, 0:2 Marcos 81 2 29.09 1971 0:1 Maas 77, 1:1 de Michele 87s |
| Hamburger SV – St. Johnstone 2:1 i 0:3 1 15.09 1971 1:0 Zaczyk 11, 1:1 Pearson 53, 2:1 Zaczyk 79 2 29.09 1971 0:1 Hall 15, 0:2 Pearson 62, 0:3 Whitelaw 77 |
| Southampton F.C. – Athletic Bilbao 2:1 i 0:2 1 15.09 1971 0:1 Arieta 58, 1:1 Jenkins 64, 2:1 Channon 69k 2 29.09 1971 0:1 Ortuondo 69, 0:2 Arieta 90 |
| Bologna FC – RSC Anderlecht 1:1 i 2:0 1 15.09 1971 1:0 Perani 26, 1:1 van Himst 60 2 28.09 1971 1:0 Savoldi 10, 2:0 Rizzo 85 |
| SSC Napoli – Rapid Bukareszt 1:0 i 0:2 1 15.09 1971 1:0 Lupescu 75s 2 30.09 1971 0:1 Dimitru 26, 0:2 Ene 34 |
| Vitória Setúbal – Nîmes Olympique 1:0 i 1:2 1 14.09 1971 1:0 José Torres 5k 2 29.09 1971 1:0 José Torres 24, 1:1 Octavio 58s, 1:2 Adams 89 |
| Atlético Madryt – Panionios GSS 2:1 i 0:1 1 15.09 1971 1:0 Bacerra 47, 2:0 Irureta 64, 2:1 Lagos 80 2 3-.09 1971 0:1 Intzoglou 53k |
| FC Carl Zeiss Jena – Łokomotiw Płowdiw 3:0 i 1:3 1 15.09 1971 1:0 Ducke 20k, 2:0 Vogel 45, 3:0 Vogel 79k 2 29.09 1971 1:0 Scheitler 34, 1:1 Ankow 40, 1:2 Bonew 63, 1:3 Bonew 66 |
| FC Basel – Real Madryt 1:2 i 1:2 1 15.09 1971 1:0 Hasler 32, 1:1 Aguilar 33, 1:2 Santillana 75 2 29.09 1971 0:1 Aguilar 48, 1:1 Siegenthaler 57, 1:2 Santillana 72 |
| Marsa FC – Juventus F.C. 0:6 i 0:5 1 15.09 1971 0:1 Haller 32, 0:2 Causio 54, 0:3 Haller 60, 0:4 Novellini 63, 0:5 Capello 69, 0:6 Cuccureddu 88 2 28.09 1971 0:1 Novellini 18, 0:2 Novellini 32, 0:3 Haller 45, 0:4 Furmo 63, 0:5 Novellini 90, |
| Dinamo Zagrzeb – Botew Wraca 6:1 i 2:1 1 15.09 1971 Miljković (2), Rora, Lalic, Vabec (2) – ? 2 29.09 1971 Taszkow – Renić, Sensen |
| UT Arad – Austria Salzburg 4:1 i 1:3 1 15.09 1971 1:0 Kun 33, 2:0 Brosovski 45, 2:1 Ritter 47, 3:1 Both 56, 4:1 Domide 70 2 29.09 1971 1:0 Domide 28, 1:1 Hirnschrodt 57, 1:2 Kibler 80k, 1:3 J. Stadler 88 |
| Fenerbahçe SK – Ferencvárosi TC 1:1 i 1:3 1 14.09 1971 1:0 Yasar Mumcuoglu 59, 1:1 Kü 82 2 29.09 1971 0:1 Branikovits 20, 0:2 Branikovits 65, 0:3 Branikovits 78, 1:3 Sükrü Birand 88 |
| A.C. Milan – Digenis Akritas Morfu 4:0 i 3:0 1 22.09 1971 1:0 Villa 32, 2:0 Maghermi 34, 3:0 Golin 50, 4:0 Villa 60 2 29.09 1971 1:0 Villa 11, 2:0 Villa 11, 3:0 Rivera 65 |
| Spartak Moskwa – VSS Koszyce 2:0 i 1:2 1 15.09 1971 1:0 Silagadze 24k, 2:0 Jegorowicz 49 2 29.09 1971 1:0 Stovcik 6s, 1:1 Svajlen 51k, 1:2 Halasz 84 |
| OFK Beograd – Djurgårdens IF 4:1 i 2:2 1 15.09 1971 1:0 Zec 9, 2:0 Lukić 21, 3:0 Santrač 55, 4:0 Mešanović 70, 4:1 Renberg 77 2 29.09 1971 Zec, Yurenck s – Renberg, Sjöberg |
| FK Željezničar – RFC Brugeois 3:0 i 1:3 1 15.09 1971 1:0 Sprečo 36, 2:0 Katalinski 40, 3:0 Bukal 57 2 29.09 1971 1:0 Deraković 10, 1:1 Rijnders 16, 1:2 Carteus 25, 1:3 Carteus 85 |
| Chemie Halle – PSV Eindhoven 0:0 1 15.09 1971 2 29.09 1971 drugiego meczu nie rozegrano, gdyż w hotelu, który zajmowali piłkarze Chemie wybuchł pożar, na skutek którego śmierć poniósł jeden z piłkarzy (Klaus Urbanczyk), a 5 innych graczy zostało rannych                                                                                        |
| Zagłębie Wałbrzych – Union Teplice 1:0 i 3:2 1 15.09 1971 1:0 Galas 39 2 29.09 1971 1:0 Kwiatkowski 65, 1:1 Strahl 70, 2:1 Augustyniak 73, 2:2 Smetana 75, 3:2 Kwiatkowski 78, |
| Lierse SK – Leeds United 0:2 i 4:0 1 15.09 1971 0:1 Galvin 26, 0:2 Lorimer 57 2 29.09 1971 1:0 Reaney 31s, 2:0 Ressel 35, 3:0 Janssens 37, 4:0 Ressel 80 |
| Rapid Wiedeń – KF Vllaznia walkower klub Vllaznia wycofał się |

## II runda
| Rosenborg BK – Lierse SK 4:1 i 0:3 1 20.10 1971 1:0 Christiansen 8, 2:0 Arne Hansen 27, 2:1 Davidović 67, 3:1 Christiansen 72, 4:1 Loraas 84 2 03.11 1971 0:1 Denul 71, 0:2 Denul 73, 0:3 Denul 79             |
| Rapid Bukareszt – Legia Warszawa 4:0 i 0:2 1 19.10 1971 1:0 Ene 23, 2:0 Ene 28, 3:0 Neagu 29, 4:0 Neagu 71 2 03.11 1971 0:1 T. Nowak 2, 0:2 B. Blaut 6                                                         |
| 1. FC Köln – Dundee F.C. 2:1 i 2:4 1 19.10 1971 1:0 Scheerman 50, 1:1 Kimunmouth 75, 2:1 Löhr 84 2 03.11 1971 0:1 Duncan 12, 1:1 Simmet 35, 2:1 Flohe 56, 2:2 Duncan 61, 2:3 Duncan 74, 2:4 R. Wilson 89       |
| FC Den Haag – Wolverhampton Wanderers 1:3 i 0:4 1 20.10 1971 0:1 Dougan 63, 0:2 McColliog 74, 0:3 Hibbitt 80, 1:3 Hestad 89k 2 03.11 1971 0:1 Dougan 7, 0:2 Weimar 50s, 0:3 Mansveld 58s, 0:4 van den Buch 89s |
| FK Željezničar – Bologna FC 1:1 i 2:2 1 20.10 1971 0:1 Perani 30, 1:1 Bukal 75k 2 03.11 1971 0:1 Fedele 15, 1:1 Janković 59, 1:2 Fedele 71, 2:2 Janković 83                                                    |
| FC Nantes – Tottenham Hotspur 0:0 i 0:1 1 20.10 1971 2 02.11 1971 0:1 Peters 13 |
| Eintracht Brunszwik – Athletic Bilbao 2:1 i 2:2 1 20.10 1971 0:1 Arieta 15, 1:1 Bründl 16, 2:1 Bründl 33 2 03.11 1971 1:0 Erler 28, 1:1 Uriarte 35, 2:1 Bründl 69, 2:2 Rojo 89                                 |
| St. Johnstone – Vasas SC 2:0 i 0:1 1 20.10 1971 1:0 Connelly 12k, 2:0 Pearson 85 2 02.11 1971 0:1 L. Puskás 85                                                                                                 |
| Spartak Moskwa – Vitória Setúbal 0:0 i 0:4 1 21.10 1971 2 04.11 1971 0:1 Octavio Machado 29, 0:2 José Torres 53, 0:3 José Torres 56, 0:4 Jacinto João 77                                                       |
| A.C. Milan – Hertha BSC 4:2 i 1:2 1 20.10 1971 0:1 Steffenhagen 15, 1:1 Prati 41, 1:2 Beer 51, 2:2 Benetti 62, 3:2 Biasiolo 65, 4:2 Prati 85 2 03.11 1971 1:0 Bigon 13, 1:1 Hoor 15k, 1:2 Hoor 89              |
| OFK Beograd – FC Carl Zeiss Jena 1:1 i 0:4 1 20.10 1971 0:1 Scheltler 32, 1:1 Santrač 49 2 03.11 1971 0:1 Mitrović 14s, 0:2 Scheltler 17, 0:3 Stein 50, 0:4 Scheltler 65                                       |
| Zagłębie Wałbrzych – UT Arad 1:1 i 1:2 (dog) 1 20.10 1971 1:0 Kwiatkowski 10, 1:1 Brosovschi 86 2 03.11 1971 0:1 Domide 13, 1:1 Pawłowski 67, 1:2 Kun 115                                                      |
| Dinamo Zagrzeb – Rapid Wiedeń 2:2 i 0:0 1 20.10 1971 1:0 Kafka 6, 1:1 Norbert Hof 13, 2:1 Kafka 67, 2:2 Jagodić 87 2 03.11 1971                                                                                |
| Real Madryt – PSV Eindhoven 3:1 i 0:2 1 20.10 1971 1:0 Anzarda 2, 1:1 Hoekema 22, 2:1 Aguilar 34, 3:1 Amanció 47k 2 03.11 1971 0:1 Mulders 9, 0:2 Hoekema 56 (mecz rozegrany został w Den Bosch)               |
| Juventus F.C. – Aberdeen F.C. 2:0 i 1:1 1 21.10 1971 1:0 Anastasi 5, 2:0 G. Murray 55s 2 04.11 1971 1:0 Anastasi 50, 1:1 Harper 78                                                                             |
| Ferencvárosi TC – Panionios GSS 6:0 i vo 1 20.10 1971 1:0 Kü 2, 2:0 Albert 23, 3:0 Albert 62, 4:0 Megyesi 67, 5:0 Branikovits 83, 6:0 Albert 89 2 03.11 1971 walkower klub Panionios został zdyskwalifikowany  |

## III runda
| A.C. Milan – Dundee F.C. 3:0 i 0:2 1 23.11 1971 1:0 Rivera 14, 2:0 Stewart 50s, 3:0 Benetti 71 2 08.12 1971 0:1 Wallace 39, 0:2 Duncan 74                                                                        |
| FC Carl Zeiss Jena – Wolverhampton Wanderers 0:1 i 0:3 1 23.11 1971 0:1 Richards 12 2 08.12 1971 0:1 Hibbitt 8, 0:2 Dougan 35, 0:3 Dougan 60                                                                     |
| Eintracht Brunszwik – Ferencvárosi TC 1:1 i 2:5 1 23.11 1971 0:1 Ku 8, 1:1 Erler 84 2 08.12 1971 0:1 Juhasz 3, 0:2 Balint 37, 0:3 Balint 51, 0:4 Branikovits 59, 1:4 Bründl 73, 1:5 Branikovits 80, 2:5 Erler 90 |
| PSV Eindhoven – Lierse SK 1:0 i 0:4 1 23.11 1971 1:0 Mulders 77 2 08.12 1971 0:1 Janssens 5, 0:2 Janssens 61, 0:3 Vermeyen 86, 0:4 Denul 89                                                                      |
| Rapid Wiedeń – Juventus F.C. 0:1 i 1:4 1 23.11 1971 0:1 Bettega 30 2 08.12 1971 0:1 Bettega 8, 1:1 Lorenz 16, 1:2 Bettega 46, 1:3 Bettega 71, 1:4 Causio 81k                                                     |
| St. Johnstone – FK Željezničar 1:0 i 1:5 1 23.11 1971 1:0 Connolly 87 2 08.12 1971 0:1 Janković 2, 0:2 Bukal 4, 1:2 Rooney 7, 1:3 Bukal 26, 1:4 Bukal 63k, 1:5 Sprečo 65                                         |
| Tottenham Hotspur – Rapid Bukareszt 3:0 i 2:0 1 08.12 1971 1:0 Peters 1, 2:0 Chivers 35, 3:0 Chivers 63 2 15.12 1971 1:0 Pearce 58, 2:0 Chivers 84                                                               |
| UT Arad – Vitória Setúbal 3:0 i 0:1 1 23.11 1971 1:0 Domide 9, 2:0 Sima 16, 3:0 Kun 65 2 08.12 1971 0:1 José Maria 54                                                                                            |

## 1/4 finału
| A.C. Milan – Lierse SK 2:0 i 1:1 1 23.02 1972 1:0 Rivera 30k, 2:0 Bigon 43 2 07.03 1972 1:0 Villa 47, 1:1 Vermeyen 86k                                                        |
| UT Arad – Tottenham Hotspur 0:2 i 1:1 1 07.03 1972 0:1 Morgan 12, 0:2 England 43 2 21.03 1972 1:0 Domide 62, 1:1 Gilzean 80                                                   |
| Ferencvárosi TC – FK Željezničar 1:2 i 2:1 (dog), karne 5:4 1 09.03 1972 1:0 Albert 12, 1:1 Bukal 27, 1:2 Sprečo 49 2 22.03 1972 0:1 Bratić 28, 1:1 Ku 29, 2:1 Branikovits 65 |
| Juventus F.C. – Wolverhampton Wanderers 1:1 i 1:2 1 08.03 1972 1:0 Anastasi 37, 1:1 McColliog 65 2 22.03 1972 0:1 Hegan 40, 0:2 Duncan 52, 1:2 Haller 84                      |

## 1/2 finału
| Tottenham Hotspur – A.C. Milan 2:1 i 1:1 1 05.04 1972 0:1 Benetti 25, 1:1 Perryman 33, 2:1 Perryman 64 2 19.04 1972 1:0 Mullery 7, 1:1 Rivera 69k                             |
| Ferencvárosi TC – Wolverhampton Wanderers 2:2 i 1:2 1 05.04 1972 0:1 Richards 18, 1:1 Szöke 30, 2:1 Albert 33, 2:2 Munro 80 2 19.04 1972 0:1 Daley 1, 0:2 Munro 45, 1:2 Kü 47 |

## Finał
| Wolverhampton Wanderers – Tottenham Hotspur 1:2 i 1:1 |
| 3 maja 1972 Wolverhampton Molineux Stadium (38 362) Wolverhampton Wanderers – Tottenham Hotspur 1:2 (0:0) Sędzia: Tofik Bachramow (ZSRR) Bramki: 0:1 Martin Chivers 57, 1:1 Jim McCalliog 72, 1:2 Martin Chivers 87 Żółte kartki: Bernard Shaw / Joe Kinnear Wolverhampton Wanderers Football Club (trener Bill McGarry): Phil Parkes – Bernard Shaw, Gerry Taylor, Danny Hegan, Frank Munro, John McAlle, Jim McCalliog (kapitan), Kenny Hibbitt, John Richards, Derek Dougan, David Wagstaffe Tottenham Hotspur Football Club (trener Bill Nicholson): Pat Jennings – Joe Kinnear, Cyril Knowles, Alan Mullery (kapitan), Mike England, Phil Beal, Alan Gilzean, Steve Perryman, Martin Chivers, Martin Peters, Ralph Coates (68 John Pratt) |
| 17 maja 1972 Londyn White Hart Lane (54 303) Tottenham Hotspur – Wolverhampton Wanderers 1:1 (1:1) Sędzia: Laurens van Ravens (Holandia) Bramki: 1:0 Alan Mullery 30, 1:1 David Wagstaffe 41 Tottenham Hotspur Football Club (trener Bill Nicholson): Pat Jennings – Joe Kinnear, Cyril Knowles, Alan Mullery (kapitan), Mike England, Phil Beal, Alan Gilzean, Steve Perryman, Martin Chivers, Martin Peters, Ralph Coates Wolverhampton Wanderers Football Club (trener Bill McGarry): Phil Parkes – Bernard Shaw, Gerry Taylor, Danny Hegan, Frank Munro, John McAlle, Jim McCalliog (kapitan), Kenny Hibbitt (55 Mike Bailey), John Richards, Derek Dougan (84 Hugh Curran), David Wagstaffe                                               |